# 비노바 바베

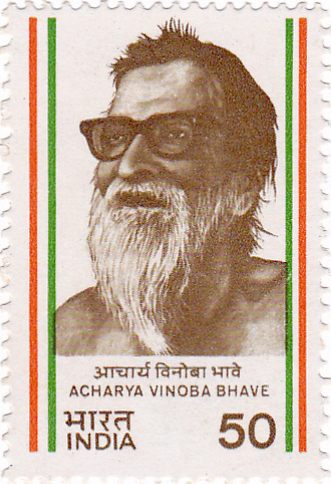

비노바 바베(Vinoba Bhave, 마라티어:  विनोबा भावे, Vinayak Narahari Bhave, 1895년 9월 11일~1982년 11월 15일)은 인도의 비폭력 인권 운동가이다. 간디와 더불어 인도의 독립을 위해 활약했으며, 토지헌납 운동인 부단 운동을 통하여 사회개혁 운동을 일으킨 방랑스승이다.

## 같이 보기
- 간디주의